# Danilo Heredia
Danilo Heredia (nascido em 26 de setembro de 1927) é um ex-ciclista venezuelano. Participou nos Jogos Olímpicos de 1952, em Helsinque, competindo na prova de perseguição por equipes (4000 m).